# Форт-Смит (Арканзас)
Форт-Смит (англ. Fort Smith) — второй по численности населения город штата Арканзас в США. Одна из двух столиц округа Себасчан. Город с населением в 80 268 жителей (2000) также является центром агломерации, в которой во время последней переписи населения проживало 273 170 человек.

## История
Город был основан как военное поселение в 1817 году. Военное присутствие требовалось для поддержания мира между индейцами племён осейджи и чероки. Назван в честь генерала Томаса Адамса Смита (1781—1844), который командовал пехотным полком и отдал приказ о постройке укрепления на реке Арканзас. Сам генерал никогда в жизни не был в Форт-Смите.

## География
Город стоит на реке Арканзас и занимает территорию в 137 км². Климат умеренный, с мягкими зимами и жарким влажным летом.

## Демография
По переписи населения 2000 года в городе насчитывалось 80 268 жителей, 32 398 хозяйств и 20 637 семей. Из жителей города 75,00 % составляли белые, 8,65 % афроамериканцы, 2,00 % индейцы, 4,59 % азиаты, 0,05 % коренные жители тихоокеанских островов, 5,03 % других рас и 2,99 % представителей двух и более рас. 8,78 % населения города — испаноязычные. В конце XX века возросла иммиграция из стран Латинской Америки.
Средняя прибыль на одно хозяйство — $32 157; доход на душу населения — $18 994.